# 西班牙经济史
这篇文章讲述了西班牙经济在其历史进程中的发展。

## 古代史

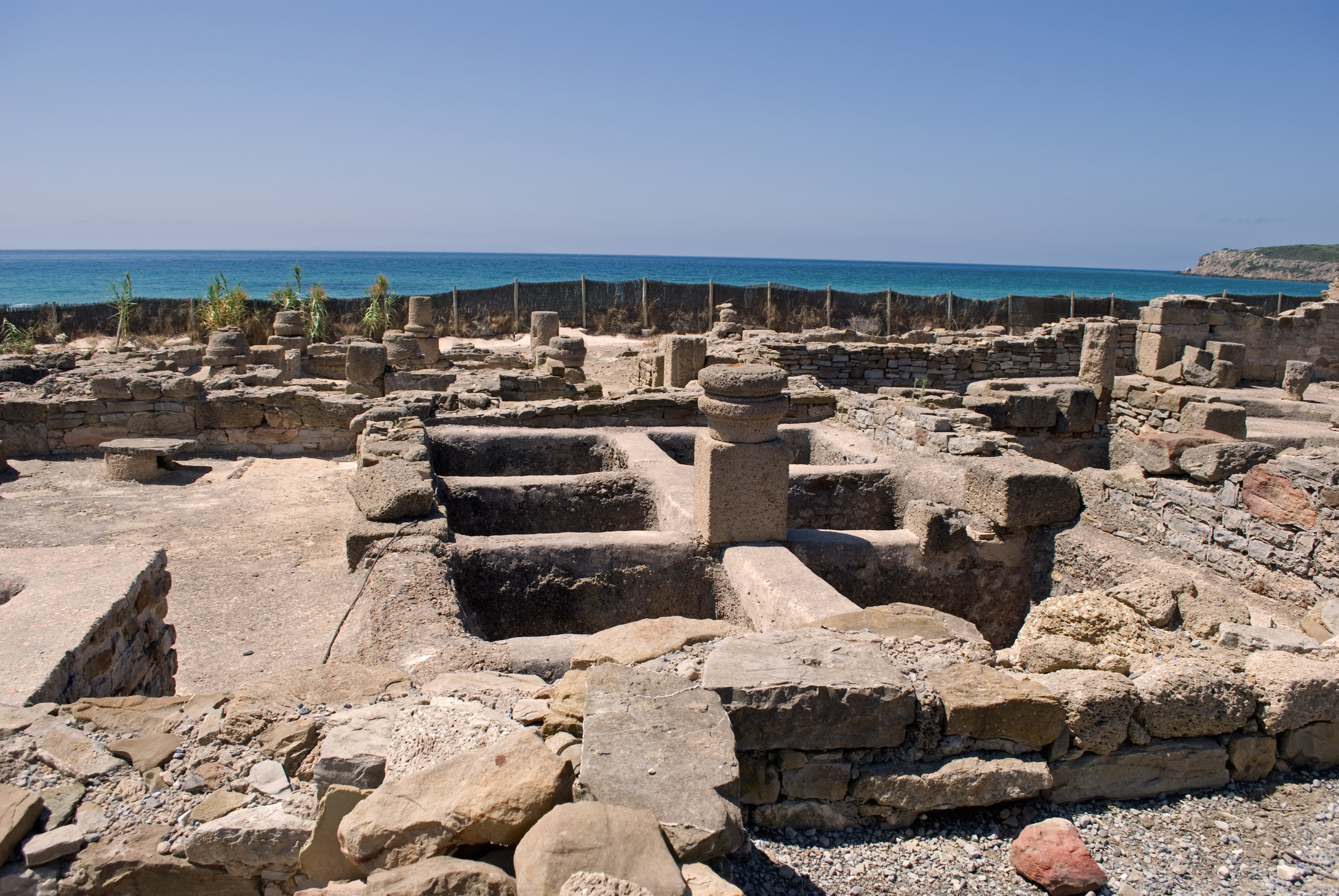
西班牙塔里法附近的古罗马时期的嘎鲁姆工厂遗址

在西班牙的早期，伊比利亚人大约位于利比里亚的南部和东部,凯尔特人在伊比利亚半岛的西部和北部，两者在古代就经常贸易往来，文化也开始融合发展。迦太基人和希腊人也与西班牙进行贸易，并在海岸建立了自己的殖民地。在金属时代早期，西班牙丰富的矿产资源和丰富的金属资源使其成为重要的原材料来源。迦太基在第一次布匿战争后征服了伊比利亚的部分地区。在第二次布匿战争中击败迦太基之后，罗马人统治了整个伊比利亚半岛长达数个世纪，扩展和多样化了经济，扩大了西班牙人与大共和国和帝国的贸易。

## 中世纪
当大多数西欧国家在罗马帝国衰落后陷入黑暗时代时，那些位于伊比利亚半岛的王国，也就是今天的西班牙，仍然维持着他们的经济。首先，西哥特人取代了罗马帝国的行政官员(一个位于顶层的国际阶层)。他们使自己成为贵族。王国在首都有一定程度的中央集权，并且最终从图卢兹转移到托莱多。罗马的市、省总督制度继续存在，但是主教区和郡县的帝国上层建筑当然完全消失了，因为它们没有必要存在了:这些上层建筑的存在是为了协调帝国的防御，提供统一的行政监督，除了罗马人的专业军队，没有其他象征。虽然它经历了一些衰落，但大多数罗马法律和许多有形的基础设施，如道路、桥梁、沟渠和灌溉系统，都在不同程度上得到了维护，不像西罗马帝国其他大部分地区(意大利部分地区除外)所发生的完全解体。后来，摩尔人与天主教王国一起占据了伊比利亚半岛的大部分地区，他们也保留了罗马的大部分遗产;事实上，随着时间的推移，他们修复和扩建了罗马的基础设施。与此同时，在大多数人一直居住的乡村，生活和罗马时代一样，但随着灌溉系统的修复和扩展，以及伊斯兰世界新作物和农业实践的引入，生活得到了改善。当欧洲大部分前罗马地区的贸易萎缩时，西哥特西班牙的贸易在某种程度上幸存了下来，并在摩尔人的统治下蓬勃发展，这是由于摩尔人的西班牙与伊斯兰世界的地中海贸易的融合。经过800年断断续续的战争，天主教王国逐渐变得更加强大和老练，并最终将所有摩尔人驱逐出半岛。
卡斯提尔王国与阿拉贡王国联合，拥有堪比汉萨同盟和威尼斯的商船。与中世纪晚期的欧洲其他地区一样，限制性行业协会严格监管经济的各个方面——生产、贸易，甚至运输。这些团体中最强大的梅斯塔控制着卡斯提尔的主要出口产品——羊毛的生产。

## 王朝的联合和探索
收复失地运动的成功让天主教双王将注意力转向了探险。1492年，教宗亚历山大六世正式批准将这个未开发的世界划分给今天的西班牙和葡萄牙两个王国，新的发现和征服接踵而至。
1492年，当克里斯托弗·哥伦布第二次远航时，他带来了1500名殖民者，一位天主教王国所称的印度人被任命为皇家管理者。印度理事会成立于1524年，是殖民地事务的顾问委员会，而贸易议院则负责与殖民地的贸易。

### 来自新大陆的金银

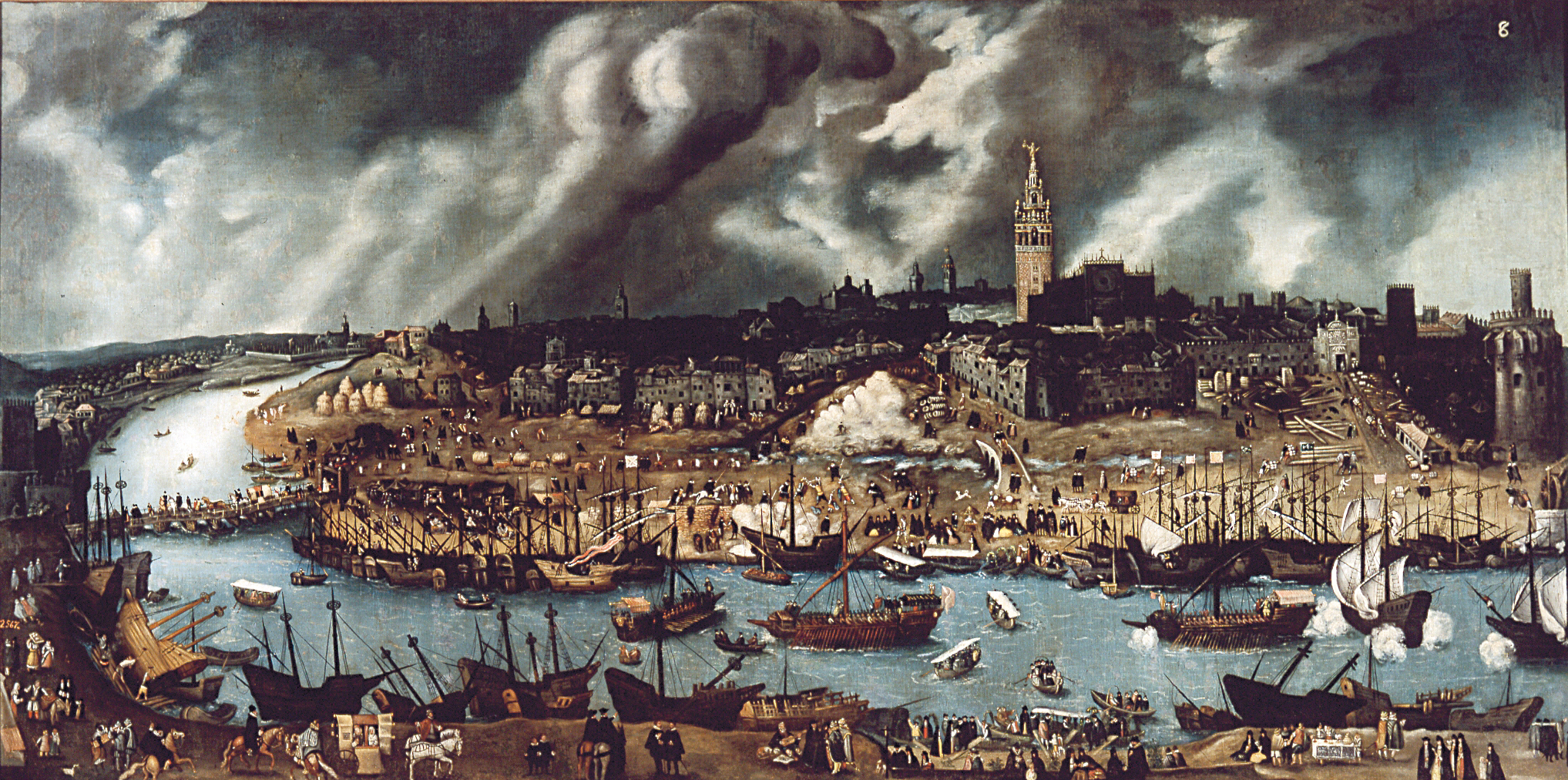
16世纪的塞维利亚港，最初，所有与美洲殖民地的贸易都要经过这个港口

随着美洲的发现和加勒比及美洲大陆的殖民扩张，宝贵的农产品和矿产资源通过常规贸易路线被引入西班牙。土豆、西红柿和玉米等新产品对西班牙经济产生了长期的影响，但对欧洲人口构成的影响更为重要。来自美洲矿山的金银被西班牙皇室用来支付荷兰和意大利的军费，维持帝国在神圣罗马帝国的军队和海上的船只，并满足国内日益增长的消费需求。然而，来自美洲的大量贵金属导致了通货膨胀，这对穷人产生了负面影响，因为商品价格变得过高。这也妨碍了出口，因为昂贵的商品无法在国际市场上竞争。此外，来自白银的大量现金流入阻碍了西班牙的工业发展，因为这样一来民众选择进口商品而不再自己生产。
国内生产被课以重税，推高了阿拉贡和卡斯提尔制造的商品的价格，尤其是在卡斯提尔，那里的税收负担更重。将头衔出售给那些通过购买而获得社会地位的企业家(这种做法在整个欧洲都很普遍)，将自己从经济的生产部门中抽离出来，从而提供了额外的资金。
在16世纪的最后几年，瘟疫和移民的总体效应降低半岛的西班牙人口超过800万,在17世纪中期为700万,整个王国最严重的受感染地区是卡斯提尔(85%的人口减少在卡斯提尔),比如说在1500年卡斯提尔减少了600万人，在阿拉贡，包括加泰罗尼亚、瓦伦西亚和巴利阿里群岛人口则减少了125万。

## 相对于英国的衰落
在17世纪中叶，西班牙经济在GDP方面与英国经济有所落后。对这种落后的原因尚不清楚，但“这种落后来得太晚，因此不可能是因为中世纪的一些原因，无论是文化还是制度上的”，“它来得太早……很多人这么认为就是为了让拿破仑的入侵受到指责。”

## 波旁改革
在哈布斯堡王朝统治的17世纪最后几十年，经济开始缓慢复苏。在波旁王朝时期，政府效率得到了提高，尤其是在卡洛斯三世统治时期。然而，波旁王朝的改革并没有导致财产持有模式的根本改变。阿拉贡和卡斯提尔的资产阶级阶级意识的性质阻碍了中产阶级运动的产生。在包括运动派在内的自由主义思想家的倡导下，被称为“国家之友经济协会”的各种团体应运而生，以促进经济发展、科学的新进展和启蒙哲学。然而，尽管马德里发展了一个国家官僚机构，没有卡洛斯三世的资助改革运动是无法持续的，也没有在他之后继续下去。
简·贝尔盖克(菲利普五世顾问)“我在这里发现的混乱是超乎想象的”。卡斯提尔的国库仍然使用罗马数字，没有适当的会计方法。

## 拿破仑和各大殖民地的独立战争
西班牙的美国殖民地利用战后的混乱宣布独立。到1825年，在新大陆，只有古巴和波多黎各还悬挂着西班牙国旗。当费迪南德七世在1813年重新登上王位时，他花费了大量的财富和人力试图重新控制殖民地，但徒劳无功。此举在被派往美州战场的自由派军官中不受欢迎。

## 1822年至1898年
经济主要集中在农产品上。在这一时期可以看到加泰罗尼亚和巴斯克地区工业化和铁路的建设，在19世纪下半叶帮助减少了一些分离主义的发展，但在国家政治动荡、动乱和政局不稳定的大背景下可以说是杯水车薪，并且这一大环境也同时放缓或破坏了经济的发展。

## 1898年至1920年
20世纪初，西班牙大部分地区仍是农村;现代工业只存在于加泰罗尼亚巴塞罗那周围的纺织厂和巴斯克省的冶金厂。古巴和菲律宾殖民地的丢失使资本返回并投资于更新的国内工业，从而使半岛受益。但是，即使在第一次世界大战的刺激下，也只有在加泰罗尼亚和巴斯克这两个省在1920年的制造业产值超过了农业产值。与其他西欧国家相比,西班牙的农业生产率普遍低。因为许多缺陷，其中包括:落后的技术,缺乏大型灌溉工程、农村信贷设施不足、过时的土地保有权实践,以及一些自古以来就有的困难，比如说地形,气候不可靠,还有内陆运输困难。金融机构相对落后。西班牙银行仍然是私有的，其公共职能限于发行货币和为国家活动提供资金。国家在很大程度上把自己限制在诸如国防、维持秩序和正义等传统活动上。道路建设、教育和一些福利活动是对经济有明显影响的唯一公共服务。

## 米格尔·普里莫·德里维拉时代
米格尔·普里莫·德里维拉将军在一次成功的政变后被国王任命为首相，并在七年的时间里解散了议会，通过直接领导和军队的帮助进行统治，直到1930年。
保护主义、第一次世界大战期间西班牙的中立(允许该国与所有交战国进行贸易)以及国家对经济的控制导致了暂时的经济复苏。1930年经济的急剧衰退削弱了特殊利益集团对政府的支持。来自学术界的批评越来越多。银行家们对政府试图发放的国家贷款表示失望。改革晋升制度的尝试使他失去了军队的支持，反过来又失去了国王的支持。德里维拉辞职，不久后在流放中去世。

## 第二共和国
共和政府取代了君主制，也继承了国际经济危机。在西班牙第二共和国时期，有三个不同的政府统治着这个国家，但他们却未能实施包括土地改革在内的许多改革。大罢工司空见惯，经济停滞不前。
在西班牙内战期间，这个国家分裂成两个不同的中央经济，整个经济努力都转向了战争工业。根据最近的研究，由于私人投资的大幅收缩，经济增长在内战期间受到了损害，西班牙分裂的经济就是这种情况。

## 弗朗哥时代

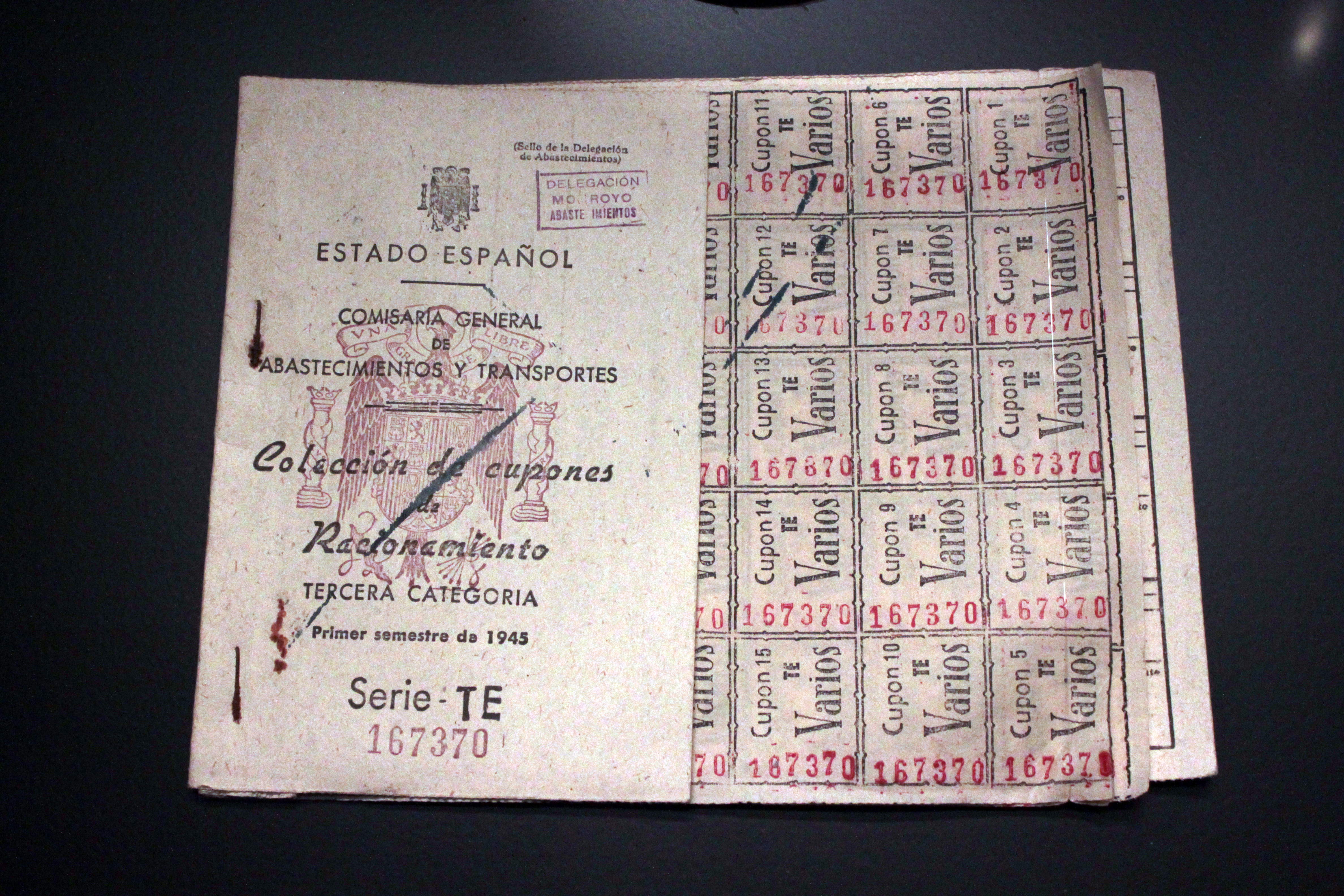
战后配给卡

西班牙从内战中摆脱出来，面临着可怕的经济问题。黄金和外汇储备实际上已被消耗殆尽，战争的巨大破坏降低了工业和农业的生产能力。更糟的是，即使有必要的资金来购买进口商品，第二次世界大战的爆发使许多需要的供应品无法获得。战争的结束并没有改善西班牙的困境，因为随后全球原材料和和平时期的工业产品出现短缺。西班牙的欧洲邻国面临强大的战后重建自己的问题,因为他们意识到,民,西班牙内战已经实现族主义的胜利,由于阿道夫·希特勒与贝尼托·墨索里尼,他们没有任何多边复苏的倾向,包括与西班牙的项目或贸易。1939年西班牙内战结束后的10年里，满目疮痍、与世隔绝的经济一直处于严重的萧条状态。
第二次世界大战期间，西班牙因其对轴心国的倾向而被国际社会排斥，因此没有被邀请加入马歇尔计划。弗朗西斯科•佛朗哥政权试图通过实行经济自给自足的政策来保障西班牙的福祉。自给自足不仅仅是对国际孤立的反应;它还植根于半个多世纪以来国内经济压力团体的倡导。此外，从1939年到1945年，西班牙的军事长官们真的担心盟军会入侵这个半岛，因此，他们试图避免过度依赖外国军备。
随着战争的破坏和贸易的孤立，西班牙在20世纪40年代的经济比十年前要落后得多。通货膨胀率飙升，经济重建步履蹒跚，食物匮乏，而且在某些年份，西班牙经济出现负增长。到20世纪50年代初，人均国内生产总值(GDP)仅为西欧国家平均水平的40%。在经历了10年的经济停滞、物价上涨了两倍、黑市发展以及普遍的贫困之后，情况开始逐渐好转。西班牙政权迈出了动摇的第一步，放弃了自给自足的主张，转向了西班牙经济体制的转型。内战前的工业生产水平在20世纪50年代初得到恢复，但农业产出直到1958年仍低于战前水平。1953年9月，美国和西班牙签署了一项共同防御协议《马德里条约》，这进一步推动了经济自由化。作为允许美国在西班牙领土上建立军事基地的回报，艾森豪威尔政府向佛朗哥政权提供了大量的经济援助。由于该协定，在本十年的其余时间里，有10多亿美元的经济援助流入西班牙。从1953年到1958年，西班牙的国民生产总值每年增长约5%。
从1951年到1956年，经济取得了很大的进步，但这一时期的改革执行得很不规律，协调也很差。改革进程的一大障碍是腐败、低效和臃肿的官僚机构。到20世纪50年代中期，通货膨胀螺旋形上升，1958年为5800万美元的外汇储备在1959年中期暴跌至600万美元。新兴的中产阶级和越来越多的游客对生活设施的需求，尤其是对更高的营养标准的需求，对进口食品和奢侈品的需求越来越大。与此同时，出口滞后，很大程度上是由于国内需求高和对外贸易受到体制限制。比塞塔在黑市上跌至历史最低点，西班牙的外汇债务增至近6000万美元。
在政权内部就如何使国家摆脱经济僵局进行了一场辩论，佛朗哥最终选择了一群新自由主义者。这些人包括银行家、工业高管、一些学院派经济学家，以及罗马天主教非神职组织天主事工会的成员。
在1957-59年期间，也就是所谓的稳定前时期，经济规划者满足于采取一些零碎的措施，如适度的反通胀权宜之计和加强西班牙与世界经济的联系。然而，外部事态发展和国内经济危机日益加剧的结合，迫使它们进行更深远的变革。
上世纪50年代末，随着经济政策改革的必要性日益明显，1957年2月对部长理事会进行了全面改革，一批较年轻的部长进入了主要部们，他们中的大多数人都受过经济学方面的培训，拥有丰富的经验。这次改组之后，很快设立了一个经济事务委员会和经济协调和规划厅，由总理领导。
这种行政改革是消除经济部门之间长期存在的敌对状态的重要步骤。随后进行了其他改革，其中最主要的改革是采用公司税制度，要求每个工业部门的联合会将整个工业的适当份额的税收分摊给每个成员公司。长期的逃税行为因此变得更加困难，税收收入大幅增加。加上对政府开支的限制，1958年的改革创造了多年来的第一次政府盈余。
随着西班牙与西欧其他国家的隔离加剧，需要采取更严厉的补救措施。邻国正在建立欧共体和欧洲自由贸易协会。在其成员之间贸易自由化的过程中，这些组织发现很难同那些坚持贸易配额和双边协定的国家，例如西班牙，建立经济关系。

### 西班牙的“奇迹”
西班牙加入这些组织在政治上是不可能的，但西班牙被邀请加入一些其他国际机构。1958年1月，西班牙成为欧洲经济合作组织(OEEC)的准成员，OEEC于1961年9月成为经济合作与发展组织(OECD)。1959年，西班牙加入了国际货币基金组织(IMF)和世界银行。这些机构立即参与帮助西班牙放弃自给自足的贸易做法，这种做法使西班牙的外汇储备降至如此低的水平，并将其经济与欧洲其他国家隔离开来。
1958年12月，在国际货币基金组织的帮助下，经过7个月的准备和起草，西班牙于1959年6月30日公布了稳定计划。该计划最初的效果是通货紧缩和衰退，导致实际收入下降和第一年的失业率上升。由此造成的经济衰退和工资下降导致大约50万西班牙工人移民到其他西欧国家寻找更好的工作机会。尽管如此，它的主要目标还是实现了。该计划使西班牙避免了可能暂停向持有西班牙货币的外国银行支付的情况，到1959年年底，西班牙的外汇账户显示有1亿美元的盈余。从1958年到1960年，外国资本投资增长了7倍，每年游客的涌入也开始迅速增加，带来了西班牙工人在国外的汇款，带来了非常需要的外汇。

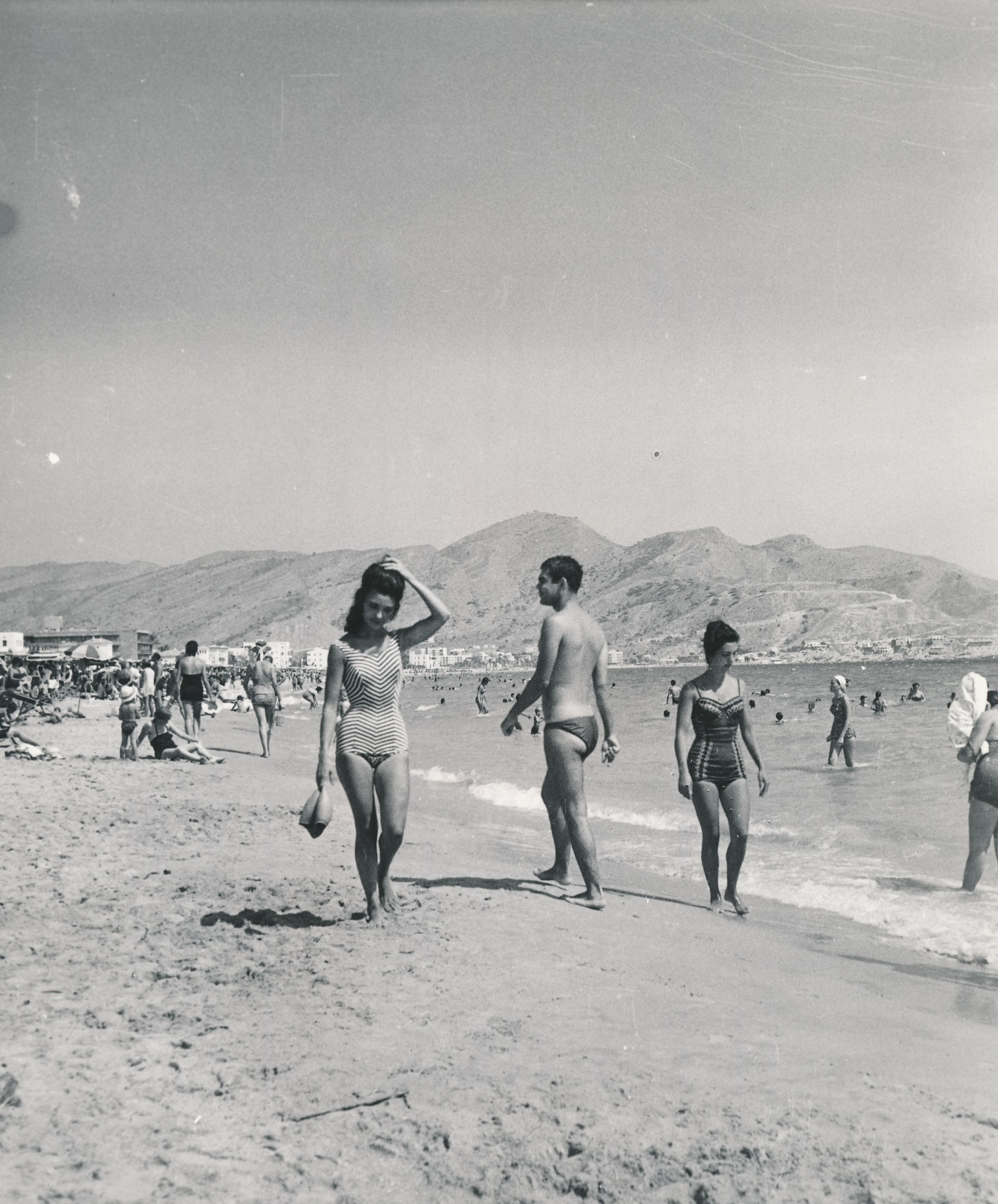
大约在1960年的贝尼多姆海滩

随着这些发展稳步将西班牙的经济结构转变成一个更接近于自由市场经济的国家，该国进入了有史以来最大的工业化和繁荣周期。外国援助了在国际货币基金组织的7500万美元的提款权，1亿美元的OEEC贷款,大通曼哈顿银行和第一国民城市银行的7000万美元贷款,进出口银行的3000万美元,还有美国也援助了项目和资金。虽然外国援助总额达4.2亿美元，然而，经济扩张的主要润滑剂是100万西班牙工人汇往国内的硬通货，据估计，这些汇款抵消了1962年至1971年期间贸易逆差总额的17.9%;到20世纪60年代末，旅游业的巨大增长，每年吸引了2000多万游客，占当时国民生产总值的9%;从1958年到1972年，汽车工业以每年21.7%的惊人复合增长率增长;1960年至1974年期间，外国直接投资达76亿美元，令人印象深刻。其中超过40%的投资来自美国，近17%来自瑞士，西德和法国各占10%多一点。到1975年，外国资本占西班牙500家最大工业公司投资总额的12.4%。比外国投资更重要的是，它使西班牙公司能够获得最新的技术。此外，另有10亿美元通过各种贷款和信贷手段来自外国。

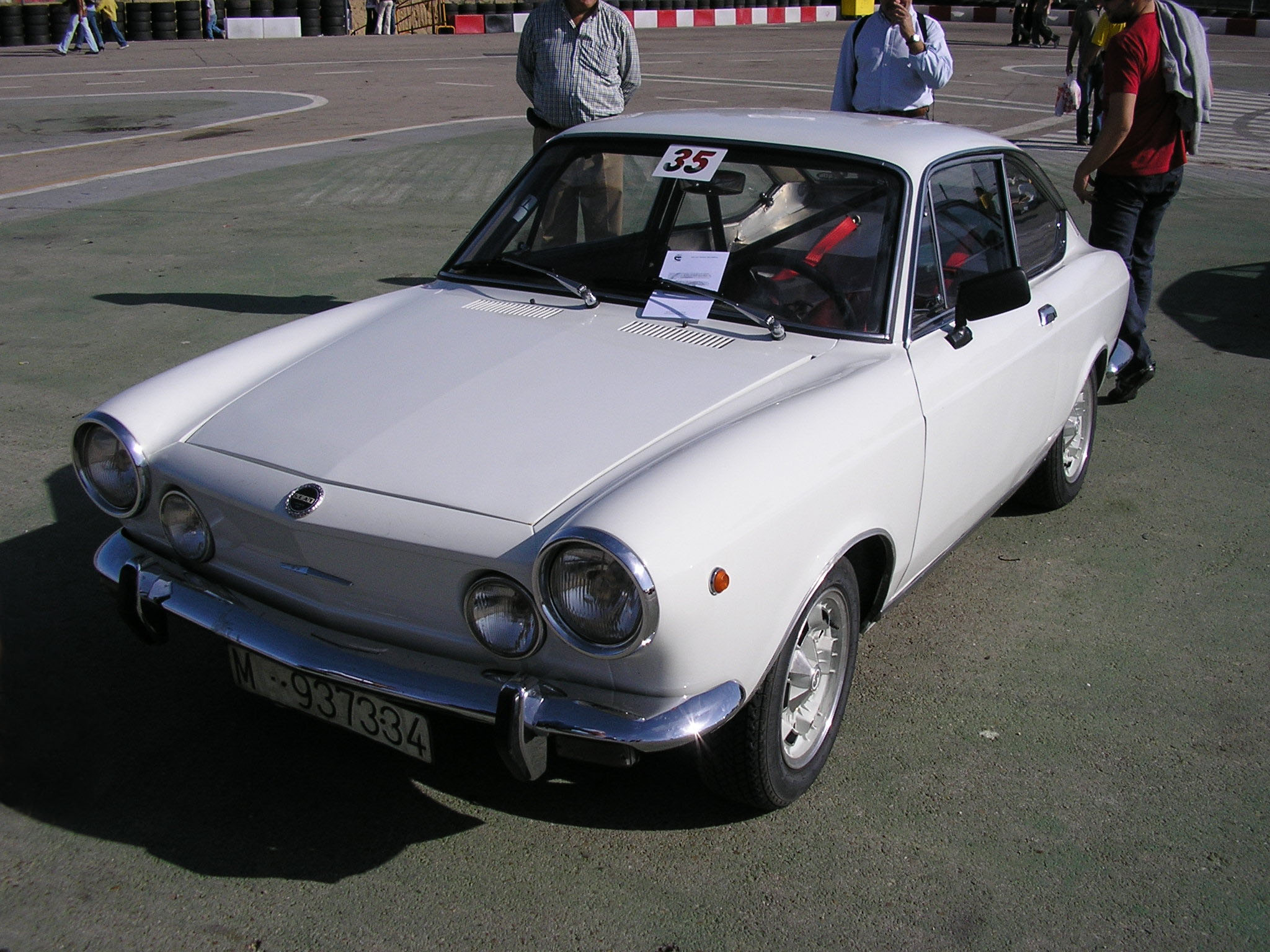
1959年至1974年，西亚特成为“西班牙奇迹”的象征

为了帮助实现快速发展，政府通过一些关键的国有企业进行了大量投资，比如国家工业联合会，巴塞罗那的大众市场汽车公司西亚特，以及造船企业巴赞国家公司。由于外国企业进入西班牙国内市场受到高额关税和配额的限制，这些国有企业主导了该国的工业化进程，恢复了巴塞罗那和毕尔巴鄂等老工业区的繁荣，并创建了新的工业区，尤其是马德里周边地区。虽然在这一时期有相当大的经济自由化，但是这些企业仍然处于国家控制之下。
稳定计划的成功归功于运气和良好的管理，这段时期令人印象深刻的发展被称为“西班牙奇迹”。1959年至1974年间，西班牙的经济增长率仅次于日本，位居第二。上世纪70年代的石油危机和1975年佛朗哥死后回归民主时期的政府不稳定结束了经济繁荣。

## 后弗朗哥时代
1975年佛朗哥的去世以及随后的民主统治转移了西班牙人对经济的注意力。在西班牙回归民主的同时，石油价格出现了爆炸性的四倍增长，这对经济产生了极其严重的影响，因为西班牙70%的能源依赖进口，其中大部分是中东的石油。当时的阿道弗·苏亚雷斯的中间派临时政府,曾被认为成功的实现了新国王与弗朗哥政权的过度,但是他们对于提振经济的贡献几乎没有,甚至也没有做到降低西班牙对进口石油的依赖。更为严重的是这个国家石油储量非常的少。在新宪法起草和颁布的政治和社会不稳定时期，全国几乎完全专注于民主化政治，以牺牲经济政策为代价吸收了西班牙的大部分政治和行政。
由于未能适应变化了的经济环境带来的1970年代的两次石油价格冲击,西班牙面临生产力迅速暴跌。从1974年到1976年工资水平爆炸性增长,由于西欧经济不断的衰退,造成移民趋势在逆转。农村的劳动力不断流入城市，尽管城市的就业前景也不好。所有这些因素都导致了失业率的急剧上升。政府预算赤字膨胀，大量的社会保障费用超支和许多公共部门工业的巨大经营损失也在膨胀。与此同时，能源消耗仍然很高。
1982年底，以费利佩·冈萨雷斯为首的西班牙工人社会党政府上台时，年通货膨胀率为16%，对外经常项目欠款40亿美元，公共开支庞大，外汇储备严重不足。然而，在处理这一局势时，冈萨雷斯政府有一项以前的后佛朗哥政府所没有的优势，即在西班牙议会两院中占有稳固的议会多数。有了这一多数，它就能够实施不受欢迎的紧缩措施，而之前的政府没有做到这一点。
社会党政府选择了务实、正统的货币和财政政策，并采取了一系列强有力的紧缩措施。1983年，它公布了一项计划，为解决国家的经济弊病提供了一种更加连贯和长期的方法。革新性的结构政策——例如关闭不盈利的大型国有企业——有助于纠正经济相对较差的表现。政府启动了产业再转换项目，使问题重重的社会保障体系得到更好的平衡，并推出了更有效的能源利用政策。提高劳动力市场弹性，鼓励民间资本投资。到1985年，预算赤字降至国民生产总值的5%，1986年降至4.5%。实际工资水平增长受到了控制，总体上保持在通货膨胀率以下。1987年，通胀率降至4.5%，分析人士认为，到1988年，通胀率可能会降至政府设定的3%的目标。
使经济现代化和扩大经济的努力以及若干因素促进了1980年代经济的强劲增长。这些因素是石油价格的持续下跌、旅游业的增加和外国投资流入的大量增加。因此，尽管根据欧共体的要求，西班牙经济受到外国竞争的影响，但西班牙经济在没有受到国际收支限制的情况下迅速发展。
经合组织1987 - 88年的西班牙经济的调查中提到,“在上世纪70年代末和80年代上半叶，西班牙经济经历了一个长期的增长缓慢和在减缓通货膨胀方面进展缓慢的时期，现在西班牙经济已进入一个产出和就业大力增长的阶段，同时通货膨胀明显减缓。”1981年，西班牙的GDP增长率达到了最低点，为- 0.2%;随后逐渐恢复缓慢上升，1982年增长1.2%，1983年增长1.8%，1984年增长1.9%，1985年增长2.1%。然而，在此之后的第二年，西班牙的实际GDP开始强劲增长，1986年的增长率为3.3%，1987年为5.5%。尽管这些增长率低于经济奇迹时期，但它们是经合组织中最强劲的。分析人士预计，1988年和1989年的增长率分别为3.8%和3.5%，虽然略有下降，但仍是欧盟平均水平的两倍左右。他们预计，利率下降和政府的刺激预算将有助于维持经济扩张。1986年和1987年分别增长了3.1%和5.2%的工业产出，也有望保持其扩张速度，1988年和1989年分别增长了3.8%和3.7%。
推动经济快速增长的主要力量是国内需求的增长，1986年和1987年的国内需求分别增长了6%和4.8%，均超过了官方预测。在1988年和1989年期间，分析人士预计需求将保持强劲，尽管会略低一些。需求的大幅增长在很大程度上是由1987年商品和服务进口的实际价值预计增长20%实现的。
在1980年代中期，西班牙实现了强劲的经济表现，同时将通货膨胀率降低到欧共体平均水平的两个点以内。然而，西班牙的出口业绩虽然有所增长，但也引起了人们对进出口增长存在不平衡的担忧。

## 欧洲一体化

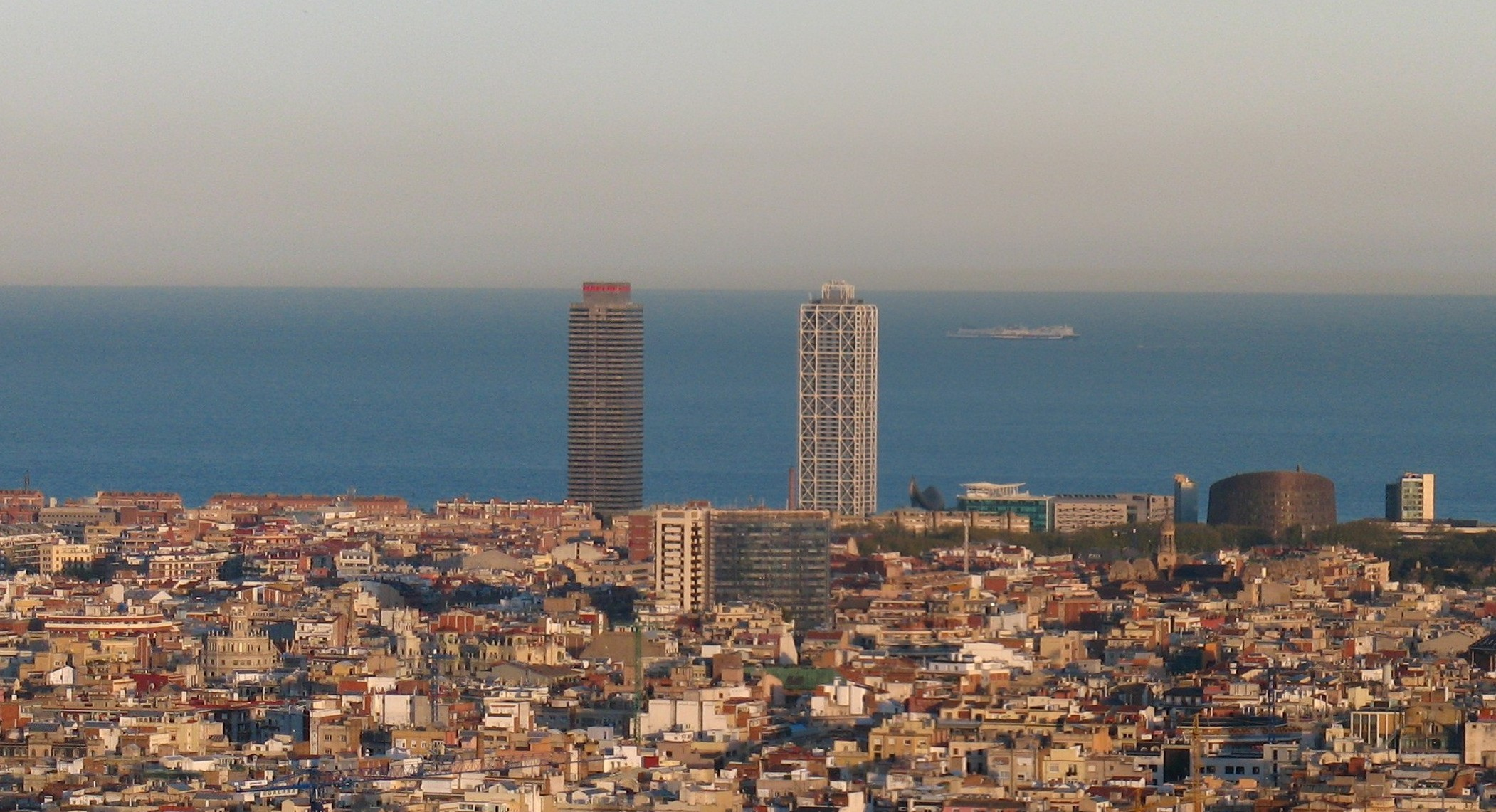
迈普福雷塔和艺术酒店(巴塞罗那)建于1992年

佛朗哥于1975年去世后，西班牙在1978年以君主立宪制的形式回归民主，1977年举行了选举，1978年通过了宪法。走向民主的过程中，西班牙更多地参与了欧洲一体化。费利佩·冈萨雷斯在他的社会党赢得1982年大选后成为总理。他实施了一系列自由主义改革，增加了公民自由，并对16岁及以下的青少年实施了全民免费教育。他还成功地游说西班牙加入欧洲经济共同体，并留在北大西洋公约组织。
西班牙于1986年加入欧盟时，欧盟主要是一个贸易联盟——欧洲经济共同体，更好的贸易联系对脆弱的西班牙经济至关重要。当时欧盟失业率很高，约为18%，西班牙的GDP是欧盟平均水平的71%。单一市场和欧洲资金为西班牙提供了一个机会，使其经济达到西欧其他国家的水平，并得到西班牙较富裕邻国的支持。它有望与德国、法国和英国等有影响力的国家达成利润丰厚的交易。
尽管西班牙奇迹年(1959-1974)见证了基础设施和社会服务的空前改善，但西班牙仍然落后于大多数西欧国家。教育有限，妇女基本上被排除在劳动力之外，卫生保健基本上是私人的，分配不均，该国的基础设施相对较差。1985年，西班牙只有2,100 km（1,300 mi）的高速公路。自从1974年经济奇迹结束以来，这个国家的经济一直停滞不前。大多数人认为加入欧洲经济共同体是重新开始现代化进程和提高人民平均购买力的一种方式。
西班牙于1986年1月加入了当时被称为欧盟的欧洲经济共同体，同时加入的还有邻国葡萄牙。该组织的成员资格引导该国开放经济，实现工业基础现代化，修订经济立法，向外国竞争者开放以前受到保护的市场。在欧盟基金(结构基金和聚合基金、欧洲区域发展基金等)的帮助下，西班牙大大改善了基础设施，提高了GDP增长，降低了公共债务占GDP的比例。从那以后，西班牙一直是欧洲共同体的推动力量。早在欧元进入流通之前，该国就是欧盟单一货币欧元的主要支持者。2002年1月1日，它与其他欧元创始成员国一起采用了这种新的实物货币。在那一天，西班牙终止了其具有历史意义的比塞塔货币，代之以欧元。欧元已成为西班牙的国家货币，与欧元区其他国家共享。
上世纪90年代初，西班牙和大多数其他国家一样，遭受了90年代初经济衰退的打击。与此同时，巴塞罗那奥运会的建设工作也结束了。

## 繁荣

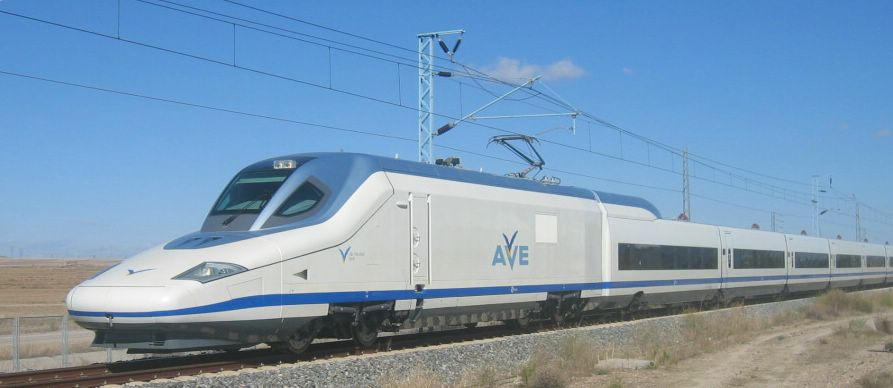
西班牙国铁102型电力动车组

该国面临着极高的失业率，这是由当时僵化的劳动力市场造成的。然而，在何塞·玛丽亚·阿斯纳尔任职期间，由于消费者信心的恢复、私人消费的增加以及旨在减少国家在市场中作用的自由化和放松管制的改革，经济开始复苏。2006年10月，失业率为7.6%，较上世纪80年代的水平有了显著改善，但是比当时的德国和法国的失业率都要高。20世纪90年代，比塞塔的贬值使西班牙的出口更具竞争力。到上世纪90年代末，随着人们重返就业市场，对经济的信心恢复，尽管失业率居高不下，但经济增长强劲，就业增长强劲。20世纪90年代的最后几年，房地产价值开始上升。
上世纪90年代末和21世纪初，西班牙的一些最大的欧盟伙伴(即法国、德国和意大利)避免了实际上的零增长，西班牙经济因此受到赞扬。1995年，西班牙开始了一个令人印象深刻的经济周期，经济增长显著，数据约为3%，经常远高于这个速度。

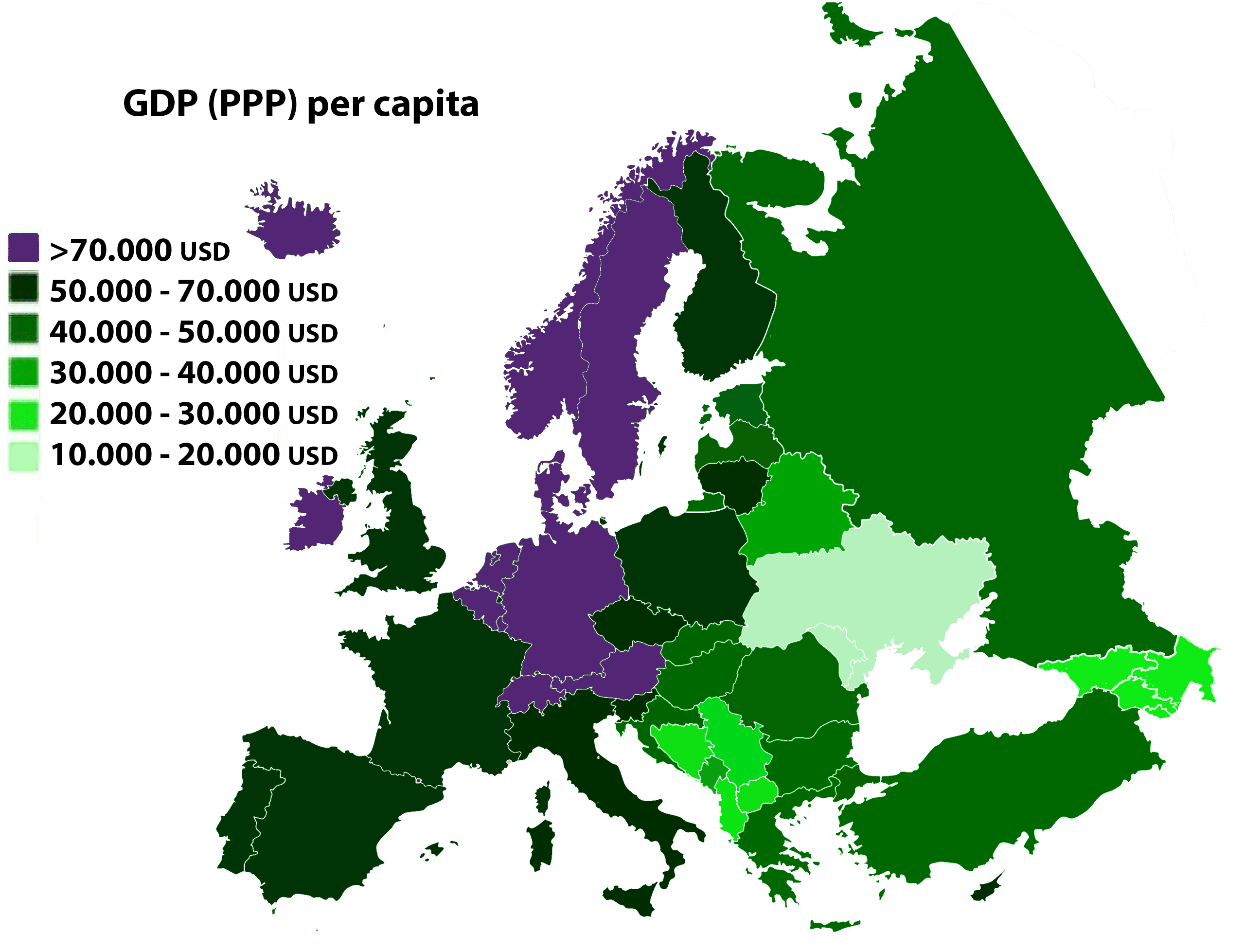
显示2006年欧洲人均国内生产总值(PPP)地区差异的地图。国际货币基金组织的数据

2008年之前十年的经济增长稳步缩小了西班牙与其欧盟主要伙伴之间的经济差距。有一段时间，西班牙经济被认为是欧盟内最具活力的经济体之一，甚至能够取代法国和德国等规模大得多的经济体的主导地位，从而吸引了大量的本国和外国投资。此外，从上世纪80年代中期到本世纪头十年中期，在这段时期内，就减少收入不平等而言，西班牙是仅次于法国的经合组织(OECD)最成功国家。西班牙在将女性纳入劳动力大军方面也取得了巨大进步。上世纪70年代初，西班牙妇女在劳动力市场中所起的作用与30年代欧洲主要国家所起的作用类似，到90年代，西班牙在妇女参与经济方面已达到现代欧洲的地位。西班牙于1999年加入欧元区。利率下降，房地产繁荣加速。到2006年，房价比十年前翻了一番。在这段时间里，公寓和房屋的建设以创纪录的速度增长，西班牙每年新增数十万移民，因为西班牙创造的新就业岗位比欧元区其它国家加起来还要多。伴随着房地产的繁荣，服务业的就业机会也在迅速增加。

### 与欧盟趋同
由于其自身的经济发展和欧盟扩大到27个成员国(2007年)，西班牙作为一个整体超过了2006年欧盟GDP的人均值(105%)，也超过了意大利(2006年103%)。至于西班牙国内的极端情况，在2005年，有三个地区被纳入领先的欧盟集团，它们的GDP水平超过了平均水平的125%(马德里、纳瓦拉和巴斯克自治社区)，其中一个地区的GDP水平达到了85%(埃斯特雷马杜拉)。这些地区当时也处于充分就业的边缘。
根据2006年后的增长率，从这些数据到2008年初，西班牙经济取得了显著的进步，但是后来全球金融危机戳破了西班牙的房地产泡沫，严重影响了西班牙经济。
在这方面，根据欧盟统计局对2007年欧盟27国人均GDP的估计。到那时，西班牙人均GDP刚好保持在欧盟平均水平的107%，远高于意大利的平均水平(101%)，并赶上法国等国家(111%)。

## 经济危机

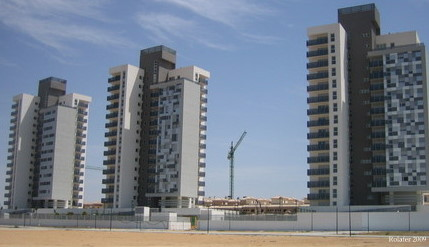
这些公寓大楼于2007年竣工。西班牙建筑热潮的崩溃是造成创纪录失业率的主要原因。

2008年，全球金融危机的冲击波戳破了西班牙的房地产泡沫，导致房地产崩盘。建筑业崩溃，失业率开始上升。房地产崩盘导致信贷崩溃，因为受到坏账打击的银行削减贷款，导致经济衰退。随着经济萎缩，政府收入锐减，政府债务开始迅速攀升。到2010年，希腊面临严重的财政问题，并陷入了欧洲主权债务危机。

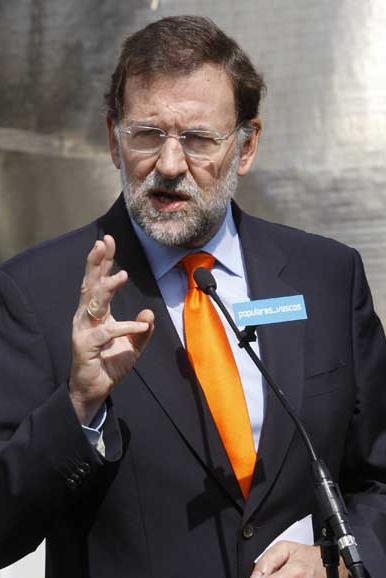
马里亚诺·拉霍伊政府在加大紧缩力度的同时，获得了欧洲央行(ECB)的银行纾困

2012年，失业率升至25%的历史新高。2012年5月25日，当时拥有1200万客户的西班牙第四大银行Bankia申请了190亿欧元的紧急援助，这是该国历史上规模最大的银行紧急援助。由何塞•伊格纳西奥•戈里戈扎里领导的新管理层公布的税前亏损为43亿欧元(包括财政信贷在内为29.8亿欧元)，相比之下，罗德里戈·拉托在2012年5月9日之前担任Bankia首席执行官时的利润为3.28亿欧元。2012年6月9日,西班牙要求欧元区各国政府救助价值高达1000亿欧元(1250亿美元)救助其银行体系，这是继爱尔兰、希腊和葡萄牙之后由于主权债务危机而去寻求国际援助的最大的欧元区经济体。一名欧元区官员2012年7月对路透表示，西班牙经济部长金多斯和德国财长朔伊布勒在一次会议上首次承认，如果西班牙的借贷成本仍处于不可持续的高水平，该国可能需要3,000亿欧元的救助资金。2012年8月23日，路透社报道，西班牙正在与欧元区伙伴就援助条件进行谈判，以降低其借贷成本。经过严格的紧缩措施和重大的经济改革，西班牙在2013年走出了衰退，2015年经济再次以2.5的速度增长，预计在未来几年才会有所改善。尽管就业机会开始出现，但2015年4月的失业率仍高达22.6%。

## 经济复苏
2014年，在经历了多年的经济衰退后，西班牙经济增长了1.4个百分点，2015年增长3.4%，2016年增长3.3%，2017年放缓至3.1%。专家表示，2018年西班牙经济将放缓至2.5%至3%的稳定增长。此外，在经济复苏期间，失业率也有所下降，2017年为16.55%。